# Ampelisca toora
Ampelisca toora är en kräftdjursart. Ampelisca toora ingår i släktet Ampelisca och familjen Ampeliscidae. Inga underarter finns listade i Catalogue of Life.